# Pringleophaga marioni
Pringleophaga marioni is een vlinder uit de familie Tineidae, de echte motten. De imago van deze soort heeft gedegenereerde vleugels, en kan niet vliegen.
De soort komt alleen voor op Marioneiland. Dit ligt circa 1770 km ten zuiden van Zuid-Afrika.
De rups is tamelijk bestendig tegen vorst, en kan met name plotselinge lichte vorst goed verdragen. De aanwezigheid van huismuizen op Marion-eiland leidt mogelijk tot druk op deze soort.